# Supermassive Black Hole
〈Supermassive Black Hole〉은 밴드 뮤즈의 노래이다. 네 번째 정규 앨범 《Black Holes and Revelations》의 리드 싱글이다. 영국 싱글 차트 4위를 한 곡이며, 미국 음반 산업 협회(RIAA) 인증 플래티넘 등급, 영국 축음기 협회(BPI) 인증 플래티넘 등급을 받은 곡이다.